# Coroa checa
Coroa é a moeda corrente na Chéquia, mesmo nome dado para a antiga moeda da vizinha Eslováquia. Apesar do mesmo nome, são moedas diferentes desde 8 de fevereiro de 1993, seguindo a dissolução da antiga Tchecoslováquia. Uma coroa tcheca é dividida em 100 haléřů (abreviado como h), plural de haléř.
A coroa como moeda moderna surgiu no Império Austro-Húngaro, em 11 de setembro de 1892, nome herdado com a independência da Tchecoslováquia, em 1918. Esta moeda se manteve em circulação até 1939, quando moedas diferentes passaram a circular na região da Eslováquia e na região da Boêmia e Morávia. As moedas foram unificadas em 1945 e novamente a coroa passou a circular.

## Moedas

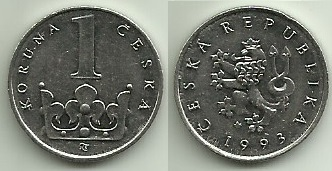
Moeda de 1 coroa
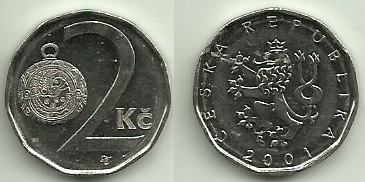
Moeda de 2 coroas
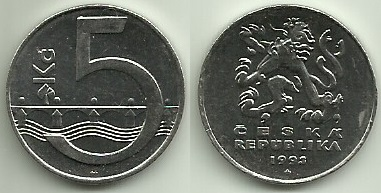
Moeda de 5 coroas

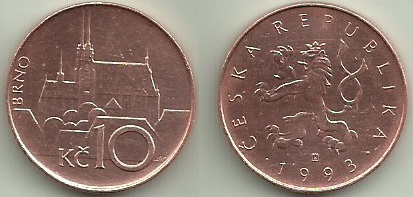
Moeda de 10 coroas
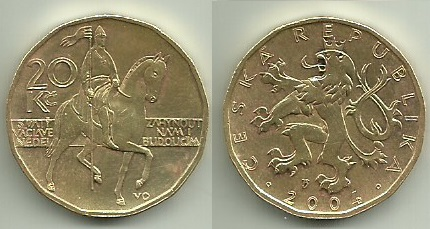
Moeda de 20 coroas
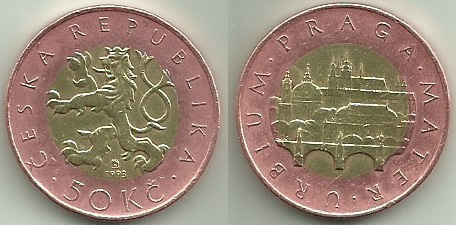
Moeda de 50 coroas